# Florence Ada Keynes
Florence Ada Keynes, geborene Brown (* 10. März 1861 in Cheetham, Manchester; † 13. Februar 1958 in Cambridge, England) war eine englische Historikerin, Autorin und Politikerin. Sie war 1914 die erste Frau im Stadtrat von Cambridge sowie 1932 bis 1939 Bürgermeisterin der englischen Universitätsstadt.

## Leben und Wirken
Florence Ada Keynes war Akademikerin, was für ihre Zeit eine Seltenheit war. Sie absolvierte das Newnham College, das 1871 eigens gegründet worden war, um Frauen ein Studium in Cambridge zu ermöglichen. Keynes war dort die jüngste Studentin jemals und eine der ersten Absolventinnen von Cambridge. Keynes galt als moderne Frau, war bekannt für fortschrittliche Auffassungen und als Fürsprecherin feministischer Ideen.
Nach ihrem Abschluss am Newnham College war Florence Ada Keynes im sozialen Bereich tätig. Sie baute schon sehr früh ein Jugendarbeitsamt auf. Zudem gehörte sie zu den Gründerinnen des Papworth Village Settlement für Tuberkulosekranke, einem Vorläufer des Papworth Hospitals. Zudem war sie als Sekretärin der örtlichen Wohltätigkeitsorganisation tätig, die Renten für ältere, in Armut lebende Menschen bereitstellte und sie arbeitete mit Menschen in sogenannten workhouses, wo ihnen eine Unterkunft und Arbeit ermöglicht wurde und sie Unterstützung bei der Integration in die Gesellschaft erhielten.
Im August 1914 wurde Florence Ada Keynes die erste weibliche Stadträtin im Stadtrat von Cambridge und später auch Stadtrichterin. Im Alter von 70 Jahren wurde sie im November 1932 Bürgermeisterin von Cambridge und war damit die zweite Frau in diesem Amt. In dieser Funktion leitete sie u. a. auch den Ausschuss, der für den Bau des neuen Rathauses Cambridge Guildhall verantwortlich war, und 1939 fertiggestellt wurde.
Als Keynes 1939 von ihren öffentlichen Ämtern zurücktrat, widmete sie sich wieder dem Schreiben und der Sachbuchliteratur. Mit By-Ways of Cambridge History verfasste sie eine Geschichte von Cambridge, die 1947 veröffentlicht wurde. Im Jahr 1950 publizierte sie ihre Memoiren unter dem Titel Gathering up the threads, a study in family biography, in denen sie über ihre Vorfahren sowie die Erziehung, Förderung und Entwicklung ihrer Kinder John Maynard, Margaret und Geoffrey schrieb.

## Familie
Florence Ada Keynes wuchs in einer akademisch gebildeten Familie auf. Ihre Mutter Ada Haydon, geb. Ford (1837–1929), war Lehrerin, ihr Vater John Brown Baptistenprediger von Bunyan's Chapel in Bedford. Florence Ada Keynes Bruder, Sir Walter Langdon-Brown, war der Regius-Professor für Physik (Medizin) an der Universität Cambridge.
Sie heiratete 1882 den Wirtschaftswissenschaftler John Neville Keynes, mit dem sie eine Tochter und zwei Söhne hatte:
- John Maynard Keynes (1883–1946), der Wirtschaftswissenschaftler und Beamte.
- Margaret Neville Keynes (1885–1970), die 1913 Archibald Hill, Träger des Nobelpreises für  Physiologie 1922, heiratete.
- Geoffrey Keynes (1887–1982), ein Chirurg.

## Werke
- Through France on the eve of war: August, 1914. Cambridge Daily News, 1914, 8 Seiten, (engl.).
- The need for more women magistrates. National Council of Women, London 1930, 3 Seiten, (engl.).
- William Hazlitt, Geoffrey Keynes, Florence Ada Keynes: Selected essays of William Hazlitt. Nonesuch Press, London 1930, (engl.).
- Jury service and the need for more women jurors. National Council of Women, London 1931, 6 Seiten (engl.).
- Jury service, National Council of Women. London 1934, 4 Seiten (engl.).
- The office of High Steward of the borough of Cambridge: an enquiry. University Press, Cambridge 1944, (engl.).
- By-Ways of Cambridge History. University Press, Cambridge 1947, 1956, 2009, ISBN 978-1-108-00233-2 (engl.).
- Gathering up the threads, a study in family biography. Heffer & Sons, Cambridge 1950, (engl.).